# Wreck of the Hesperus
Wreck of the Hesperus es una banda de Doom metal originaria de Dublín, Irlanda. La banda tocó por primeras vez en enero de 2004 y grabaron su primer demo de cuatro canciones titulado Terminal Dirge en junio de 2004. En el 2005 lanza su segundo demo Eulogy for the Sewer Dwellers.
El estilo de la banda es muy en la vena del Funeral doom, con voces guturales y con influencia del Stoner Doom en los riffs de la guitarra, sin embargo se considera como una banda de Avantgarde Doom por la incorporación de baterías veloces y efectivas, en ocasiones siendo el contenido principal de sus canciones. Tal es el caso de la canción Prolix de 4 minutos en las cuales la batería es el único instrumento acompañándose por los coros de tipo cristiano.
En sus conciertos procuran interactuar los menos posible con el público por ejemplo disminiyendo el tiempo entre canción y canción para evitar que el público pueda aplaudir, esto muy en la vena de otra banda de Doom metal experimental: Sunn 0))). El bajista, por citar otro ejemplo, mantiene su espalda hacia el público todo el tiempo.
En octubre de 2006 lanzan su primer álbum completo bajo el nombre de The Sunken Threshold con el apoyo de la casa discográfica Aestetic Death Records. Actualmente se encuentra en negociaciones para compartir créditos con otras bandas irlandesas como Mourning Beloveth y DeNovissimus.
A pesar del hecho de que la banda comparte su nombre con el poema de Henry Wadsworth Longfellow, aseguran que tomaron el nombre de una expresión irlandesa que significa encontrar a disgusto (como en una cruda) y niegan cualquier inspiración de este poema. Sin embargo, su demo Eulogy for the Sewer Dwellers guarda referencias de eventos que suceden en el poema.

## Discografía
- Terminal Dirge (2004)
- Eulogy for the Sewer Dwellers (2005)
- The Sunken Threshold (2006)

## Miembros de la banda
- Andy Cunningham: Guitarra eléctrica y vocalista
- Count Rodge: Bajo
- Ray Keenaghan: Batería